# Berenguela (1854)
La Berenguela fue una fragata de hélice, contaba con propulsión mixta a hélice y vela con casco de madera de la Armada Española, construida en los Reales Astilleros de Esteiro en Ferrol en 1854. Recibía su nombre en memoria de la reina Berenguela de Castilla. Fue ordenada junto a las fragatas Petronila y Blanca el 9 de octubre de 1853.

## Historial

### Expedición a México
Entre 1861-1862, participó en la expedición contra México junto con fuerzas del Reino Unido y Francia, como parte de la escuadra que mandaba el general Joaquín Gutiérrez de Rubalcaba, comandante general del Apostadero de La Habana. Cuando quedaron al descubierto las intenciones francesas de colocar a Maximiliano I de Habsburgo como emperador de México, se le ordenó retornar a Cuba, fue junto al vapor Ulloa, en el que el general Prim regresó a España, uno de los buques encargados de retirar a los soldados españoles hasta La Habana junto a los buques británicos en abril de 1862.

### Guerra hispano-sudamericanay circunnavegación
El buque, al mando de Manuel de la Pezuela y Lobo, fue incorporado a la escuadra del Pacífico, mandada por Casto Méndez Núñez. En 1865 apresó al vapor Matías Cousiño que viajaba entre Lota y Lota Alto transportando carbón.
El 27 de noviembre de 1865, fue atacado por un grupo de lanchas cañoneras cuando bloqueaba el puerto de Caldera (Chile), sin que este ataque diera resultado, por cuanto el fuego de la fragata obligó a las fuerzas chilenas a abandonar su intento.
Participó en el bombardeo de Valparaíso y en el Combate de El Callao. En el transcurso de esta última acción, recibió un proyectil de un cañón Blakely de 300 libras que la atravesó de parte a parte, abriéndole una brecha de 5 m². Otro proyectil del mismo calibre penetró en el sollado e incendió la carbonera inmediata al pañol de pólvora, y el buque comenzó a escorar a babor, por lo que hubo de retirarse de la línea de combate.
Tras batir el Callao el 10 de mayo, la escuadra del Pacífico abandonó las aguas sudamericanas. Las fragatas Villa de Madrid, Blanca, Resolución y Almansa partieron rumbo a Río de Janeiro por la ruta del Cabo de Hornos.
No se quiso exponer a la Berenguela a una navegación tan peligrosa en esa época del año, ya que aunque habían sido reparados los daños recibidos en combate, aún tenía averías. Igualmente, no se quiso exponer a la Numancia por el mismo peligro, además de haber agotado su carbón.
Al disponer de la brisa del Pacífico en su popa, ambos buques pudieron navegar a vela rumbo a Filipinas junto con la corbeta Vencedora, los vapores Marqués de la Victoria y Uncle Sam y el transporte de vela Matauara, donde al llegar se les darían las oportunas órdenes a cada uno.
La Numancia, navegando con todas sus velas desplegadas, hacía esperar con su escasa velocidad al resto de la escuadra, y la Berenguela, para no adelantarse, debía de usar sólo de la gavia.
Finalmente, la Berenguela hubo de separarse al aparecer varios casos de escorbuto a bordo, llevándose consigo el vapor Uncle Sam. Esperaron a la Numancia en la Isla de Otaiti. Zarparon las dos fragatas con rumbo al Cabo de Buena Esperanza, y desde allí hasta Río de Janeiro, para continuar hacia Cádiz, completando ambas su circunnavegación

### Destinada a las Filipinas
Fue el primer buque de guerra español que cruzó el canal de Suez en 1869 al ser destinado desde Cartagena a las Filipinas al mando del capitán de navío Alejandro Arias Salgado.
Dicho tránsito se realizó con grandes dosis de imaginación entre el 2 y 17 de diciembre de 1869. El insuficiente calado del canal hacía inviable, en una parte del recorrido, el paso de la fragata, por lo que se decidió entonces desartillarla y retirarle el carbón, que fueron transportados a lomo de camellos por el desierto, mientras la fragata completaba la travesía.
En su estancia en las Filipinas, se distinguió combatiendo a los rebeldes en la isla de Joló.
En 1875 fue desarmada y permaneció en Cavite como buque pontón. Dada de baja en 1877.